# Acanthocanthopsis chilomycteri
Acanthocanthopsis chilomycteri – gatunek widłonoga z rodziny Chondracanthidae. Nazwa naukowa tego gatunku skorupiaków została opublikowana w 1889 roku przez nowozelandzkiego zoologa George'a Malcolma Thomsona.